# ヒップタッチの女王
『ヒップタッチの女王』（ヒップタッチのじょおう、朝：힙하게）は韓国・JTBCで2023年8月12日から10月1日まで毎週土・日曜日に放送されていたテレビドラマ。一部地域でTVINGやNetflixでの視聴も可能。鄙びた田舎町を舞台に超能力を持つ獣医と熱血刑事が勃発する殺人事件に挑むファンタジーコメディサスペンス。

## あらすじ
忠清道の鄙びた田舎町に住むポン・イェブン（ハン・ジミン）は高校時代に母を亡くした。そこから祖父の元へ引き取られて15年、100年ぶりに流星群が街にやって来た。経営難に陥っていたイェブンは訪問往診に行っていた矢先に意識を失ってしまう。すると尻を触ればその生物の過去が見えてしまう能力を得てしまった。しかし、超能力の代償として髪が抜けることもある。
ある日、バスで様々な人の尻を触ろうとしたイェブンはジャンヨルに警察へ連行されてしまう。しかし、恐怖な連続殺人が勃発するようになったため、イェブンとジャンヨルは手を組むことになる。

## キャスト

### 主要人物
ポン・イェブン - ハン・ジミン
ポン動物病院院長。経営難に苦しんでいるため、家畜の依頼も始めた。往診先で遭ったある光で意識を失う。目覚めると、臀部を触ることであらゆる生物の過去が見えるサイコメトラーに変貌。自身の能力を利用しようとするジャンヨルに嫌々ながら、捜査協力することになる。
ムン・ジャンヨル - イ・ミンギ
ソウルから田舎町のムジン警察署に左遷された熱血刑事。イェブンとの最初の出会いは最悪だった。やがて、イェブンの能力を利用してソウルに戻ろうと企てている。
キム・ソヌ - スホ
突然現れたコンビニのバイト。巫堂のジョンべから部屋を借り、英語教師をしている。イェブンに優しく接する。ジャンヨルから連続殺人事件の関与を疑われた。

### イェブンの周辺人物
ペ・オクヒ - チュ・ミンギョン
イェブンの高校時代からの親友。町の奇人として知られている。
チョン・ウィハン - ヤン・ジェソン
イェブンの外祖父、元ポン動物病院院長。イェブンに無関心だが、ミオクの謎の死の真相を暴こうとする。後にパーキンソン病を患っていたことが判明する。
チョン・ヒョノク - パク・ソンヨン
イェブンの叔母、ポン動物病院看護師。
チョン・ミオク - チェ・ジョンイン
イェブンの亡母、元記者。

### 刑事仲間
ウォン・ジョンシク - キム・ヒウォン
ムジン警察署強力班班長。ヒョノクの初恋相手。ジャンヨルに振り回される。
ナ・ミラン - チョン・イラン
ムジン警察署強力班所属刑事。夫の浮気は許さない。
ペ・ドクヒ - チョ・イングク
オクヒの弟。ムジン警察署強力班所属刑事。

### その他
チャ・ジュマン - イ・スンジュン
忠清道選挙区の国会議員。ミオクとは幼馴染だった。
パク・ジョンべ - パク・ヒョックォン
マッカーサー将軍と自称している霊媒師。家族の為に生計を立てるが、収入はない。
キム・グァンシク - パク・ノシク
酪農家であるが、様々な脚を触れば過去を見える。

### 特別出演
本人 - イ・ジョンウン
最終話で登場したソウル刑務所の服役囚。

## 日本での放送
- 日本では2023年8月12日～10月1日（Netflix）にて配信された。